# Frank Rattray Lillie
Frank Rattray Lillie (Toronto; 27 de junio de 1870 - Chicago; 5 de noviembre de 1947) fue un zoólogo y embriólogo estadounidense. 

## Biografía
Licenciado en 1891 por la Universidad de Toronto, Lillie pasó a ser investigador de zoología en la Universidad Clarck y en 1892 en la Universidad de Chicago. En 1894 se doctoró en Zoología. 
Entre 1894 y 1899 introdujo la zoología en la Universidad de Míchigan. Entre 1899 y 1900 fue profesor de biología en el Vassar College y en 1900 volvió a la Universidad de Chicago. En 1906 fue nombrado catedrático de Embriología. En 1910 sucedió a C.O. Whitman como director del departamento de Zoología, puesto que ocupó hasta 1931. Entre 1931 y 1935 fue decano de la Facultad de Ciencias Biológicas. 
Entre 1908 y 1939 fue director del Laboratorio Woods Hole de Biología marina. Fue fundador y primer presidente de la Institución Oceanográfica Woods Hole. 

## Obra
Lillie realizó su investigación sobre el desarrollo de los embriones moluscos y la modificación de los linajes celulares. Su obra se concentró en las diferencias de la segmentación o clivaje. Según Lillie, la biología evolutiva debía estudiar los cambios en el desarrollo embrionario que permitían la supervivencia en determinados ambientes, en lugar de centrarse en las homologías ancestrales que vinculaban a los animales en grandes líneas de descendencia.